# 5 Seconds of Summer
5 Seconds of Summer, hay 5SOS, là một ban nhạc pop rock người Úc đến từ Sydney, New South Wales, thành lập năm 2011. Nhóm nhạc gồm các thành viên: Luke Hemmings, Michael Clifford, Calum Hood, và Ashton Irwin. Ban đầu, họ là nhân vật YouTube, đăng tải những video cover bài hát của nhiều nghệ sĩ khác nhau trong năm 2011 và đầu năm 2012. Họ đã trở nên nổi tiếng trên thế giới khi lưu diễn với nhóm nhạc người Anh-Ireland One Direction trong Take Me Home Tour. Kể từ đó, họ đã phát hành 3 album phòng thu và 3 chuyên lưu diễn vòng quanh thế giới.
Đầu năm 2014, nhóm phát hành đĩa đơn đầu tiên là "She Looks So Perfect", đứng đầu bảng xếp hạng ở Úc, New Zealand, Ireland và Anh Quốc. Album cùng tên nhóm đầu tiên được phát hành vào tháng 6 năm 2014, đứng đầu bảng xếp hạng ở 11 Quốc gia, và được theo sau bởi một album trực tuyến có tên LiveSOS. Họ đã thực hiện chuyến lưu diễn Rock Out with Your Socks Out Tour đầu tiên để quảng bá album.
Nhóm đã phát hành album thứ hai có tên Sounds Good Feels Good vào tháng 10 năm 2015, đứng đầu bảng xếp hạng ở 8 Quốc gia, và được theo sau bởi một DVD tài liệu trực tiếp có tên How Did We End Up Here. Họ đã tham gia chương trình Sounds Live Feels Live World Tour để quảng bá album album. Vào tháng 12 năm 2016, nhóm thông báo phát hành B-sides và những bản nhạc hiếm thấy có tên This Is Everything We Ever Said để kỷ niệm 5 năm thành lập.
Nhóm đã phát hành album thứ ba có tên Youngblood vào ngày 15 tháng 6 năm 2018. Nó trở thành album thứ ba đứng đầu bảng xếp hạng ở quê nhà. Ở Hoa Kỳ, 5 Seconds of Summer đã trở thành nhóm nhạc Úc đầu tiên 3 lần đứng đầu bảng xếp hạng Billboard 200. Họ cũng trở thành nhóm nhạc đầu tiên (không phải nhóm thanh nhạc) có cả ba album đầu tiên đứng đầu bảng xếp hạng ở Hoa Kỳ. Họ đã thực hiện chuyến lưu diễn Meet You There Tour để quảng bá album.

## Sự nghiệp

### 2015–2016:Sounds Good Feels Good
Vào tháng 5 năm 2015, nhóm bắt đầu thực hiện chuyên lưu diễn đầu tiên, Rock Out With Your Socks Out Tour, ở châu Âu, Úc, New Zealand và Bắc Mỹ.
Vào ngày 17 tháng 7 năm 2015, nhóm phát hành "She's Kinda Hot" là đĩa đơn đầu tiên từ album phòng thu thứ 2 của nhóm. Vào ngày 12 tháng 8, nhóm thông báo album phòng thu thứ 2 của nhóm có tên là Sounds Good Feels Good. Vào ngày 28 tháng 8, nhóm phát hành EP thwus 7, She's Kinda Hot, ở Anh Quốc và Ireland. Vào ngày 9 tháng 10, nhóm phát hành "Hey Everybody!" là đĩa đơn thứ 2 và thông báo thực hiện chuyến lưu diễn Sounds Live Feels Live World Tour.
Sounds Good Feels Good được phát hành trên thế giới vào ngày 23 tháng 10 năm 2015. Nó trở thành bài hát thứ 2 của nhóm đứng vị trí số 1 ở quê nhà và Vương quốc Liên hiệp Anh và Bắc Ireland. Ở Hoa Kỳ, 5 Seconds of Summer trở thành ban nhạc đầu tiên (không phải thanh nhạc) có cả 2 album đầu tiên đứng đầu bảng xếp hạng. Nhóm phát hành đĩa đơn thứ 3 "Jet Black Heart" vào ngày 17 tháng 12 năm 2015, cùng với một video Âm nhạc có một số người hâm mộ của nhóm.
Năm 2016, nhóm thực hiện chuyến lưu diễn Sounds Live Feels Live World Tour được diễn ra ở sân vận động và nhà thi đấu. Chuyến lưu diễn ở Bắc Mỹ, châu Âu, Úc và châu Á.
Vào ngày 3 tháng 6, nhóm thông báo phát hành đĩa đơn "Girls Talk Boys". Bài hát có cả Biệt đội săn ma (Original Motion Picture Soundtrack) và được phát hành vào ngày 15 tháng 7. Vào ngày 2 tháng 12, nhóm thông báo phát hành B-sides và những bản nhạc hiếm thấy, có tên This Is Everything We Ever Said, để kỷ niệm 5 năm thành lập của nhóm.

### 2019–nay: Album phòng thu thứ 4
Vào ngày 5 tháng 2 năm 2019, nhóm đăng teaser cho đĩa đơn tiếp theo "Who Do You Love", hợp tác với bộ đôi DJ người Mỹ The Chainsmokers. Đĩa đơn được phát hành vào ngày 7 tháng 2, cùng với video lời bài hát trên YouTube. Nhóm thông báo vào ngày 12 tháng 2 họ sẽ thực hiện một chuyết lưu diễn Bắc Mỹ với The Chainsmokers và Lennon Stella trong quý cuối của năm 2019. Vào tháng 3, nhóm biểu diễn đĩa đơn, cùng với The Chainsmokers, trên The Tonight Show Starring Jimmy Fallon.
Vào ngày 23 tháng 5 năm 2019, nhóm phát hành bài hát "Easier" là đĩa đơn đơn trong album phòng thu thứ 4 của nhóm.

## Thành viên của nhóm
5 Seconds of Summer được thành lập khi Clifford và Hood tham gia cùng Hemmings đăng tải các video cover trên YouTube, và Irwin tham gia cùng họ trong buổi biểu diễn đầu tiên ở Úc. Dưới đây là các thành viên hiện tại của nhóm.
- Luke Hemmings – hát chính, nhịp guitar, keyboard
- Michael Clifford – guitar chính, hát, keyboard
- Calum Hood – guitar bass, hát, keyboard
- Ashton Irwin – trống, percussion, hát, keyboard

## Phong cách Âm nhạc, ảnh hưởng và thực trạng nhóm

### Phong cách âm nhạc
5 Seconds of Summer đã thử nghiệm nhiều phong cách âm nhạc và nghệ thuật qua mỗi album của họ và trong suốt sự nghiệp của họ. Ban nhạc đã bày tỏ rằng họ không muốn bị giới hạn trong một thể loại duy nhất, nói trong một cuộc phỏng vấn GQ năm 2019:
"Không thực sự quan trọng [âm nhạc của chúng tôi] phù hợp với thể loại nào, nếu nó phù hợp với một lĩnh vực phù hợp với những người kết nối với nó hơn đó là tất cả những gì quan trọng".
- 5SOS
Phong cách âm nhạc của 5 Seconds of Summer được mô tả là pop rock, pop,  pop punk,  ] power pop,  rock, và làn sóng mới. Năm 2015, tạp chí Rolling Stone gọi họ là "emo-gone-pop"  và John Feldmann của Goldfinger đã tuyên bố rằng, "[5 Seconds of Summer] là ban nhạc pop-punk hay nhất mà tôi từng nghe".  Năm 2017, Matt Collar của AllMusic mô tả ban nhạc gợi nhớ đến "punk-pop thập niên 90" và "pop ban nhạc nam những năm 2000" trong âm thanh của họ.  Thông qua việc phát hành Youngblood và Calm, ban nhạc đã phát triển từ nguồn gốc pop-punk của họ để khám phá chiều sâu âm nhạc trong pop, làn sóng mới, rock và pop rock.Âm thanh phát triển tinh túy của ban nhạc giờ đây đã được mô tả là "tình cảm pop-rock cổ điển tạo nên lớp nền cho phần luyến láy hấp dẫn."
Đối với album phòng thu đầu tiên, ban nhạc đã trích dẫn rất nhiều Blink-182, Green Day, All Time Low, Good Charlotte, Nirvana, Mayday Parade, Busted, McFly, A Day to Remember, Boys Like Girls, và My Chemical Romance là của họ ảnh hưởng
Đối với album thứ hai của họ, Sounds Good Feels Good, họ đã trích dẫn mọi ảnh hưởng của All Time Low, The used, Yellowcard, State Champs, Good Charlotte, INXS, Sugarcult, Green Day và Mayday Parade.
5 Seconds of Summer đã được các phương tiện truyền thông dán nhãn là một nhóm nhạc nam.  Phần lớn là do mối quan hệ trong quá khứ của họ với ban nhạc nam Anh-Ireland One Direction và trước đây có khán giả chủ yếu là nữ.  Các thành viên của nhóm từ lâu đã bác bỏ tuyên bố rằng họ là một nhóm nhạc nam, [180] với Irwin trong quá khứ, so sánh cơ sở người hâm mộ của ban nhạc với Fall Out Boy, người cũng tự hào có một lượng lớn fan nữ. John Feldmann, người đứng đầu Goldfinger, cho rằng cơ sở người hâm mộ của 5 Seconds of Summer là "một sự thay đổi cơ bản trong bản trình diễn nhạc pop punk [đồ họa]", đề cập đến sự thay đổi dần dần của nó khỏi khán giả chủ yếu là nam giới của các tác phẩm pop punk đầu những năm 1990, chẳng hạn như Blink- 182 và Ngày xanh. Hemmings trước đây đã mô tả ban nhạc là một ban nhạc pop rock với cơ sở người hâm mộ là các nhóm nhạc nam. ] Trong một cuộc phỏng vấn năm 2018 với Vice, trước câu hỏi về suy nghĩ của ban nhạc khi bị gọi nhầm là nhóm nhạc nam, Irwin đã trả lời:
"Một số ban nhạc mà chúng tôi tìm kiếm là những giọng ca tuyệt vời nhưng tôi nghĩ thuật ngữ" boyband "tượng trưng cho tuổi trẻ. Và khi chúng tôi không còn là một nhóm nhạc trẻ trung nữa, đó là lúc chúng tôi gặp vấn đề. Nhãn dành cho những người sợ hãi của chính họ, còn chúng tôi thì không ".
- Ashton Irwin của 5SOS
Album phòng thu thứ ba của ban nhạc, Youngblood, trích dẫn nguồn cảm hứng từ những tên tuổi như Gorillaz, The Beatles và Queen.  Hemmings mô tả ca khúc chủ đề đĩa đơn của album là phong cách sống mà ban nhạc đang sống tại thời điểm viết bài hát và tiếp tục gọi Youngblood 'persona' là làn sóng năng động của "cho và nhận".  Sự khác biệt rõ rệt về âm nhạc so với các album trước của họ cho Youngblood được cho là nguyên nhân khiến ban nhạc mong muốn thoát ra khỏi vùng thoải mái âm thanh của nhạc pop punk. Clifford sau đó nói rằng để ban nhạc cảm thấy hài lòng với tư cách là nghệ sĩ, họ phải thúc đẩy bản thân "tạo ra một cái gì đó mới" và rằng sự không thể đoán trước dẫn đến kết quả là "điều tốt nhất" cho ban nhạc.
Đối với album phòng thu thứ tư của họ, Calm, ban nhạc đã tuyên bố rằng có một chủ ý "âm thanh tối hơn" và họ "lấy cảm hứng từ các nhóm nhạc tối tăm, nặng nề của những năm tám mươi và chín mươi" bao gồm Depeche Mode, Tears for Fears và Nine Inch Bài hát "Closer" của Nails.  Họ cũng nói rằng định hướng của album đã bị ảnh hưởng bởi việc họ nghe Gesaffelstein, Health, St. Vincent, Disclosure và Bob Moses. Đĩa đơn chính của ban nhạc cho album thứ tư "Easier" được lấy cảm hứng từ bài hát "Closer" của Nine Inch Nails với việc ban nhạc trích dẫn nguồn cảm hứng từ "phái sinh của rãnh trống lái xe".  Đĩa đơn thứ hai trong album thứ tư, "Teeth "có sự góp mặt của Tom Morello trong Rage Against the Machine, người đã trình diễn một đoạn solo riff guitar ở phần ngoài của bản nhạc.
Về sự thay đổi phong cách âm nhạc đa dạng và luôn thay đổi của ban nhạc, Hemmings đã tuyên bố:
"Tôi nghĩ rằng tất cả các nghệ sĩ thay đổi âm thanh của họ bởi vì họ không hài lòng với nghệ thuật mà họ đang tạo ra. Chúng tôi bắt đầu, rất tức giận, cố gắng thoát ra khỏi quê hương và mọi người gọi chúng tôi là một nhóm nhạc nam, nhưng chúng tôi đã chơi nhạc pop punk âm nhạc, nó đã được viết như vậy. Khi bạn già đi, gu âm nhạc của bạn trở nên đa dạng hơn và bạn thông minh hơn một chút về nó. Bạn chỉ cần mang những yếu tố đó vào và bạn muốn duy trì niềm vui với những gì bạn đang tạo ra ".
- Luke Hemmings của 5SOS
Trong một trong những lần đầu tiên của  một ban nhạc, 5 Seconds of Summer đã trích dẫn ban nhạc rock Mỹ All Time Low là một trong những nguồn cảm hứng lớn nhất và sự hợp tác trong mơ của họ.  Vào năm 2020, đã có thông báo rằng trong No Shame Tour,  All Time Low sẽ sẽ diễn mở màn cho chặng châu Âu của chuyến lưu diễn.

### Ảnh hưởng và thực trạng nhóm
5 Seconds of Summer đã thành lập hai công ty nổi tiếng, cả hai đều có trụ sở tại London. Ban đầu 5 SECONDS OF SUMMER LLP được thành lập vào tháng 1 năm 2013, tiếp theo là 5SOS LLP được thành lập vào tháng 6 năm 2014. Ban nhạc cũng có nhiều công ty kinh doanh và lưu diễn nổi tiếng của Úc.
Công ty thứ hai, 5SOS LLP được thành lập cùng với công ty ONE MODE PRODUCTIONS LLP, với các thành viên One Direction, Liam Payne và Louis Tomlinson, đã ký hợp đồng với tư cách là giám đốc của công ty sau này. [192] Vào cuối năm 2014, Tạp chí Billboard tiết lộ rằng tất cả năm thành viên One Direction: Niall Horan, Harry Styles, Liam Payne, Zayn Malik và Louis Tomlinson, cùng nắm giữ 20% cổ phần trong 5SOS LLP.  Cũng có thông tin cho rằng 20% cổ phần được chia đều cho các thành viên của One Direction và Modest Management có trụ sở tại London, với 5 Seconds of Summer sở hữu 80% cổ phần còn lại của công ty. Người ta ước tính rằng trong vòng ba tháng, các thành viên của One Direction đã kiếm được 25.000 đô la mỗi người, chỉ dựa trên doanh thu âm nhạc của 5 Seconds of Summer.
Vào tháng 1 năm 2015, có thông tin tiết lộ rằng cả Payne và Tomlinson đều đã từ chức giám đốc của One Mode Production.
Mặc dù 5 Seconds of Summer ở trong giai đoạn ngừng hoạt động trong phần lớn năm 2017, cả hai công ty của ban nhạc vẫn tiếp tục tăng đáng kể về giá trị.  Vào tháng 9 năm 2018, người ta báo cáo rằng networth của 5 Seconds of Summer tăng 193,23% trong khoảng thời gian một năm.
Hai công ty Anh của ban nhạc không phụ thuộc vào số tiền kiếm được từ các dự án toàn cầu của họ và các công ty khác. Thông tin của cả hai tài khoản LLP đều được cung cấp thông qua trang của chính phủ Anh, Công ty. Tính đến giữa năm 2020, giá trị tài sản ròng ước tính của ban nhạc là khoảng 81 triệu đô la Mỹ (USD).

## Hi or Hey Records
Vào ngày 27 tháng 1 năm 2014, ban nhạc thông báo rằng họ sẽ thành lập hãng thu âm của riêng mình, Hi or Hey Records] Tên hãng thu âm được chọn thông qua hệ thống bình chọn của người hâm mộ trên Twitter. Trên trang web của hãng, ban nhạc tuyên bố rằng ngoài việc phát hành tất cả âm nhạc của họ thông qua Hi hoặc Hey Records kết hợp với Capitol Records, họ cũng sẽ ký hợp đồng với các ban nhạc thông qua hãng. Vào ngày 24 tháng 3 năm 2015, hãng đã ký hợp đồng với ban nhạc pop rock Hey Violet. 
Ba album phòng thu đầu tiên của 5 Seconds of Summer: 5 Seconds of Summer (2014), Sounds Good Feels Good (2015) và Youngblood (2018) đều được phát hành thông qua dấu ấn của Hi or Hey Records.
Vào tháng 5 năm 2019, có thông báo rằng 5 Seconds of Summer đã rời khỏi Hi or Hey Records / Capitol Records và ký hợp đồng với hãng thu âm hiện tại, Interscope Records.
Kể từ năm 2020, Hi or Hey Records vẫn hoạt động vì tất cả các bản thu của Hey Violet đều được phát hành thông qua Hi or Hey Records kết hợp với Capitol

## Hoạt động từ thiện
Vào tháng 10 năm 2018, trước khi dự kiến công chiếu bộ phim tiểu sử của Queen, "Bohemian Rhapsody", 5 Seconds of Summer đã phát hành bản cover ca khúc Queen của ban nhạc rock Anh, "Killer Queen". Tất cả số tiền thu được từ trang bìa đã được trao tặng cho Mercury Phoenix Trust, một tổ chức do các thành viên ban nhạc Queen thành lập nhằm hỗ trợ chống lại HIV / AIDS. Đáp lại, quản lý của Queen, Jim Beach, bày tỏ lòng biết ơn và sự phấn khích đối với ban nhạc vì đã ủng hộ sự nghiệp.
Vào tháng 12 năm 2018, ban nhạc đã xuất hiện trên 24 giờ thực tế: Bảo vệ hành tinh của chúng ta, Bảo vệ bản thân, một web-telecast kéo dài hai ngày được tổ chức bởi Dự án Thực tế về Khí hậu, một tổ chức do cựu Phó Tổng thống Hoa Kỳ Al Gore đứng đầu, để giúp nâng cao nhận thức về ảnh hưởng của biến đổi khí hậu.
Vào tháng 6 năm 2019, 5 Seconds of Summer đóng vai chính trong tập 6 của Celebrity Family Feud, một chương trình trò chơi trên truyền hình, trong đó các đội nổi tiếng cạnh tranh với nhau để giành giải thưởng cao nhất 50.000 đô la để quyên góp cho tổ chức từ thiện theo lựa chọn của đội chiến thắng. Ban nhạc đã cạnh tranh với The Chainsmokers cho Tổ chức Make-A-Wish, một tổ chức mong muốn những đứa trẻ mắc bệnh hiểm nghèo.
Vào tháng 2 năm 2020, ban nhạc biểu diễn tại Fire Fight Australia, một buổi hòa nhạc gây quỹ trên truyền hình cho Australian Bush-fire Relief được tổ chức tại Sân vận động ANZ. Buổi hòa nhạc đã thu về tổng cộng 9,85 triệu đô la (AUD). [215] Màn trình diễn của ban nhạc đã được ca ngợi rộng rãi bởi cả giới phê bình và người xem và được mệnh danh là "màn trình diễn hay nhất" của chương trình,  với Billboard viết "Họ đã được nâng lên các sân vận động và như vậy, có lẽ đáng ngạc nhiên, đó là màn khởi động hoàn hảo cho Queen - mặc dù thuật ngữ như vậy làm giảm tác động của chúng trong mười lăm phút ". Vào tháng 3 năm 2020, một album tổng hợp mang tên Artists Unite for Fire Fight được phát hành, bao gồm các màn trình diễn từ buổi hòa nhạc. Album bao gồm 5 Seconds of Summer trình diễn trực tiếp "Youngblood".
Để phát hành album phòng thu thứ tư Calm vào tháng 3 năm 2020 trong đại dịch COVID-19, ban nhạc đã phát hành một số phiên bản giới hạn vinyls, CD và các gói hàng hóa với một phần từ mỗi lần mua hàng tại Hoa Kỳ được quyên góp cho Quỹ cứu trợ PLUS1 COVID-19, và một phần từ tất cả các giao dịch mua ở Vương quốc Anh được quyên góp cho sáng kiến từ thiện của NHS, COVID-19 Urgent Appeal. Vào tháng 4 năm 2020, 5 Seconds of Summer hợp tác với Universal Music Group trong chiến dịch We've Got You Covered của họ, trong đó có biểu tượng của các nghệ sĩ nổi tiếng và có ảnh hưởng trên mặt nạ có thể tái sử dụng có sẵn để mua, với 100% số tiền thu được được quyên góp cho MusiCares và Chương trình cứu trợ COVID-19. Sáng kiến này cũng cung cấp miễn phí 50.000 chiếc mặt nạ cho công nhân tiền tuyến.Vào ngày 23 tháng 4 năm 2020, 5 Seconds of Summer đã được giới thiệu với tư cách là giọng hát và guitar acoustic trong bản cover "Live Lounge" lớn nhất từ trước đến nay "Times Like These" của BBC Radio 1 trong khuôn khổ dự án Stay at Home của họ trong đại dịch COVID-19.  Trong số các tổ chức từ thiện khác nhau trên toàn thế giới, lợi nhuận thu được từ đĩa đơn chủ yếu được quyên góp cho Tổ chức cứu trợ trẻ em cần và truyện tranh. Bài hát đứng đầu bảng xếp hạng ở Anh vào tuần thứ hai, thu được 66.000 bản bán ra trên bảng xếp hạng.
Vào tháng 5 năm 2020, 5 Seconds of Summer hợp tác với chiến dịch The Big Band Bus Raffle, một chương trình rút thăm trúng thưởng được tạo ra để cung cấp viện trợ cho nhân viên tuyến đầu của NHS trong đại dịch COVID-19. Ban nhạc đã tặng bốn vé hòa nhạc và trải nghiệm kiểm tra âm thanh trước buổi biểu diễn vào cuộc xổ số.] Vào ngày 21 tháng 5 năm 2020, 5 Seconds of Summer đã tham gia chương trình "Đặc biệt về Ngày Mũi Đỏ hàng năm lần thứ sáu" của NBC, được thiết kế để quyên góp tiền và nâng cao nhận thức cho trẻ em có hoàn cảnh khó khăn. Số tiền gây quỹ thông qua chiến dịch được hướng tới để giúp giảm thiểu tác động của đại dịch COVID-19 đối với trẻ em và được quyên góp cho các tổ chức cứu trợ thanh thiếu niên.Ban nhạc đóng vai trò là người biểu diễn cuối cùng và được người xem khen ngợi về màn trình diễn ca khúc trong album Calm của họ, "Best Years"

## Giải thưởng
Năm 2014, 5 Seconds of Summer giành giải Nghệ sĩ mới của Năm ở Giải thưởng Âm nhạc Mỹ, Nghệ sĩ đang Nổi và Nghệ sĩ mới xuất sắc nhất ở Giải Âm nhạc châu Âu của MTV, Video Lời bài hát xuất sắc nhất cho "Don't Stop" ở Giải Video Âm nhạc của MTV, và Bài hát của Năm cho "She Looks So Perfect" ở Giải Âm nhạc ARIA.
Năm 2015, nhóm gàinh giải Nghệ sĩ Úc trình diễn trực tiếp xuất sắc nhất của Giải Âm nhạc ARIA, Người viết bài hát đột phá của Năm ở Giải Âm nhạc APRA, Nghệ sĩ trình diễn xuất sắc nhất ở Giải Âm nhạc châu Âu của MTV, Nghệ sĩ đột phá yêu thích nhất ở People's Choice Awards, và Bài hát của Mùa hè cho "She's Kinda Hot" ở Giải Video Âm nhạc của MTV.
Năm 2016, nhóm giành giải Choice Summer Music Star: Group, Choice Summer Tour cho Sounds Live Feels Live Tour ở Teen Choice Awards, và Choice Music: Rock Song cho "Jet Black Heart".
Năm 2018, nhóm giành giải Choice Music Group, Choice Summer Group, and Choice Song: Group cho "Youngblood" ở Teen Choice Awards, Rock xuất sắc nhất ở Giải Âm nhạc châu Âu của MTV, và Nhóm nhạc xuất sắc nhất, Nghệ sĩ Úc trình diễn trực tiếp xuất sắc nhất, và Bài hát của Năm cho "Youngblood" ở Giải Âm nhạc ARIA.
Năm 2019, nhóm giành giải Bộ đôi/Nhóm xuất sắc của Năm ở iHeartRadio Music Awards.

## Điện ảnh
| Năm  | Tên                                             | Vai        | Chú thích |
| ---- | ----------------------------------------------- | ---------- | --------- |
| 2014 | 5 Seconds of Summer: Up Close & Personal        | Chính mình | Tài liệu  |
| 2015 | How Did We End Up Here                          | Chính mình | Tài liệu  |
| 2018 | On the Record: 5 Seconds of Summer – Youngblood | Chính mình | Tài liệu  |

## Đĩa nhạc
- 5 Seconds of Summer (2014)
- Sounds Good Feels Good (2015)
- Youngblood (2018)
- Calm (2020)
- 5SOS5 (2022)

## Lưu diễn

### Chính
- Mini Australian Tour (2012)
- Twenty Twelve Tour (Tháng 6 năm 2012)[19]
- First New Zealand Show (3 tháng 11 năm 2012)[20]
- Pants Down Tour (2013) (Úc)
- UK Tour (Tháng 2 & tháng 3 năm 2014)[21]
- 5 Countries 5 Days European Tour (March & April 2014) (Sweden, Germany, France, Italy, Spain)[22]
- Stars, Stripes and Maple Syrup Tour (Tháng 4 năm 2014) (Bắc Mỹ)
- There's No Place Like Home Tour (Tháng 5 năm 2014) (Úc)
- Rock Out with Your Socks Out Tour (2015) (Anh Quốc, châu Âu, Úc, New Zealand, Hoa Kỳ, Canada)[4][5][6]
- Sounds Live Feels Live World Tour (2016) (châu Á, Anh Quốc, Ireland, châu Âu, Hoa Kỳ, Canada, México, Úc)[23]
- 5SOS III Tour (2018) (châu Âu, Bắc Mỹ, Nam Mỹ, châu Á, Úc)
- Meet You There Tour (2018) (châu Á, New Zealand, Úc, Bắc Mỹ, châu Âu)

### Mở màn
- Hot Chelle Rae – Whatever World Tour (Tháng 10 năm 2012)[24]
- One Direction – Take Me Home Tour (2013)[25]
- One Direction – Where We Are Tour (2014)
- One Direction – On the Road Again Tour (2015) (4 show ở Nhật Bản)[26]
- The Chainsmokers - World War Joy (2019)[27]